# 久本雅美のオールナイトニッポン
久本雅美のオールナイトニッポン（ひさもとまさみのオールナイトニッポン）は、ニッポン放送制作の深夜番組『オールナイトニッポン』の金曜2部（毎週金曜日27:00 - 29:00）で1987年2月6日から1988年6月24日まで放送されていたラジオ番組。

## 概要
本番組のパーソナリティを務めた久本雅美は、当時『今夜は最高!』（日本テレビ）出演をきっかけに人気が上向いていた頃であり、ちょうどこの時に当番組がスタートした。久本はWAHAHA本舗の舞台公演の場でパーソナリティとしてスカウトされ、本番組のスタート以前に1986年8月11日深夜に『もお!たーいへん!週間』の中で『オールナイトニッポン』（午前1時 - 4時）のスペシャルパーソナリティを務めていた。本番組は久本と、同じWAHAHA本舗所属の俳優・すずまさが出演。
当時から下世話な芸風を発揮し、速射トークで2時間喋りっ放しという放送を展開した。番組中多くのコーナーが存在したが、約15分ごとにコーナーが変わって行き、長く続いたコーナーが無く、しかも毎週のように新コーナーがスタートしたと言われ、また久本のトークが長引いて2、3のコーナーが休みになったこともしばしば有ったという。また、当番組主催のイベントも数本行われていた。
本番組のオープニングテーマ曲はアメリカのアニメ『クマゴロー（ヨギ・ベア）』のテーマ。ジングルもトータルイメージを考えてドナルドダックなどアメリカン・コミックスの音楽を選んで流していた。元々、原田達朗ディレクターがアメリカン・コミックス好きで、アメコミの雰囲気を持つ番組を作りたかったのでこういった選曲になったと言う。
直前の金曜1部（毎週金曜日25:00 - 27:00）とのつながり、連動もあり、1987年8月14日深夜は『サンプラザ中野のオールナイトニッポン』パーソナリティのサンプラザ中野と共演し1部・2部連動して4時間の放送。『鴻上尚史のオールナイトニッポン』の鴻上尚史とは、1987年11月13日深夜に『鴻上オールナイト』のイベントとして『真夜中のコンビニエンスストア荒らし』を行った時に鴻上が本番組に電話出演し、久本が「あんたそんなことして何が楽しいの?」と突っ込みを入れたほか、1988年1月1日深夜は鴻上と共演で連動放送（1時から3時の間は久本が外回りでレポート）、翌週1988年1月8日に『鴻上オールナイト』がイベント『ミッドナイトトレイン』を行った時には電波が届きにくい時に備えて久本がピンチヒッターとしてスタンバイしていた。
1988年6月24日深夜の最終回放送にも鴻上がオープニングに入って「泣け泣け」などと煽り、その後鴻上はリスナーからのさよならメッセージを受け付けていたスタジオ隣のテレフォンセンターに入り、電話を取って番組を手伝った。局舎前で放送を見守っていたリスナーもスタジオに迎え入れられて見学。番組中に高田文夫、嘉門達夫、田中義剛からのメッセージが紹介されたほか、久本の父も電話出演。久本は最後のフリートークで泣き出したが、最後は出演者、スタッフ全員で『浪花節だよ人生は』を歌ってエンディングを迎えた。
番組終了から10年後の1998年2月27日に『オールナイトニッポンDX』枠で復活したほか、2013年2月23日にも特別番組『たけし みゆき 千春も登場! 伝説のパーソナリティが今を語る オールナイトニッポン45時間スペシャル』午前9:00 - 11:00の枠で復活放送を行った。

## コーナー
- スケベ椅子の逆襲
エイズの流行が話題になっていた当時、「エイズが今より流行ったら、ソープランドが不景気になって、多くのスケベ椅子が廃棄されそう。そうなった時にスケベ椅子の再利用法はないか」と発想されたことから、あらゆる物の要らなくなった時の再利用法ネタを考えるというコーナー[5]。
- ザ・ワールドエキサイティングショウ[5]
アダルトビデオの音声を流し、それについてのクイズを出題[5]。
- 教育委員会のコーナー[3]
- ランボー・ダジャレの脱出
リスナー作の一発駄洒落を久本、すずまさ、クリーン小林の3人で交代に読んで紹介。面白ければヘリコプターの飛び立つ音が流れてポイント加算、つまらなければ機関銃で撃たれる音または手榴弾の爆発する音が流れて減点となる。効果音はサンプリングマシーンを使用[4]。
- 新・日本の心
リスナー作の、ほとんど意味不明でナンセンスなフレーズを紹介[4]。
- 動物さんデパート（最終回の1回限り登場したコーナー）[10]
- リスナーが電話出演するコーナーもあり、このコーナーにおいてのリスナーの出席率はかなり高かった[4]。
他多数

## スタッフ
- 構成作家：クリーン小林（小林哲也）[4]
- ディレクター：原田達朗[4]
- 東松AD[4]
- 伊折ミキサー[4]
他

## 番組イベント
- オールナイトグラフィティ・もう一人の私を見つけた
「あなたのパンツ洗わせて下さい」として、選ばれた女性リスナーがコインランドリーの前で桶を持って客を待ち、男性客のパンツを手洗いするというもの。女性リスナーはアルバイト代として1万円をもらうことが出来た[11]。
- おかまバレーボール大会
1988年6月12日、神奈川県鎌倉市の由比ヶ浜にて開催。応募したチームの中から選ばれた4チームがトーナメント戦に臨み、勝ち残った1チームがおかまチームと決戦。結果はおかまチームの勝利となった。久本が大会委員長を務め、実況は桜庭亮平（当時ニッポン放送アナウンサー）、解説はおかまのしょうじろう[12]。

## 番組出来事
- 1987年12月4日深夜の放送は、直前の金曜1部は特別番組『Cute Beat Club Bandのオールナイトニッポン』に替わったが、同番組の打ち上げの終わった後に藤井フミヤの使った割り箸とビールの空き缶を番組プレゼントにと久本が持ち去り、同日の放送でダイヤルを変えずに続けて聴いていると思われるリスナーらに向けて「フミヤの使った割り箸と缶ビールプレゼントするぞ」と告知。結果、1週間のうちにプレゼント希望のはがきが664通届き、当時はまだ久本の認知度があまり高くなかったことから、久本の名前を「つかもとなるみ」「びさひもまさみ」「ふるやまさみ」「ひさだあけみ」「さわだまさみ」「とむらまさみ」「すずまさささみ」「イサムとマサミ」「オールナイトの延長のやつ」などと書いてあるはがきが続出、その中でも大ウケは「イサムとワサビ」だったことが翌週12月11日の放送で発表された。なお664通のうち久本の名を正しく書けていたはがきが423通。「認知度は64%」とされていた[13]。